# M-75 (ракета)
М-75 — некерована ракета класу «земля-земля», що виготовляється рухом ХАМАС в секторі Газа. Є поліпшеним різновидом ракети «Кассам». Уперше такі ракети були використані ХАМАСом для обстрілу ізраїльської території під час операції «Хмарний стовп» у 2012 році. Того ж року обстрілу ракетами М-75 вперше зазнали Тель-Авів і його передмістя, а також Єрусалим і його передмістя. Дальність дії цих ракет становить близько 75 км, звідси цифра «75» у назві. У березні 2014 року рух ХАМАС поставив пам'ятник цій ракеті в центрі Гази. Під час операції «Непорушна скеля» в липні 2014 року бойове крило ХАМАС застосовувало ці ракети для обстрілу ізраїльської території; вони долітали до Єрусалима і Тель-Авіва, а також до інших міст у центральній частині Ізраїлю, за заявами самої організації ХАМАС.